# 가나가키 로분
가나가키 로분(일본어: 仮名垣 魯文)이라는 필명으로 잘 알려진 노자키 분조(일본어: 野崎 文蔵, 1829년 1월 6일 ~ 1894년 10월 8일)는 일본의 소설가, 언론인이다. 활동 연대는 에도 시대 말기부터 메이지 시대 초기이며, 주로 오락 소설인 게사쿠(戱作)로 분류되는 작품을 집필하였다. 주요 작품으로는 명승지 순례에 관한 여러 작품을 풍자한 《곳케이후지모데》 (滑稽富士詣)와 《아그라나베》(安愚樂鍋) 등이 있다.